# Amercaenis cusabo
Amercaenis cusabo is een haft uit de familie Caenidae. De wetenschappelijke naam van de soort is voor het eerst geldig gepubliceerd in 2006 door Provonsha & McCafferty.
De soort komt voor in het Nearctisch gebied.